# Piwampicylina
Piwampicylina (łac. pivampicillinum) – organiczny związek chemiczny, antybiotyk β-laktamowy, półsyntetyczna pochodna penicyliny o szerokim spektrum działania z grupy aminopenicylin.

## Mechanizm działania
Aktywny metabolit piwampicyliny – ampicylina posiada strukturalne podobieństwo do alaniny, która jest składnikiem mureiny, będącej materiałem budulcowym ściany komórkowej bakterii. Ampicylina łączy się z transpeptydazą w jej centrum aktywnym i w ten sposób blokuje jej aktywność. Transpeptydaza bierze udział w ostatnim etapie syntezy peptydoglikanu ściany komórki bakteryjnej. Komórka bakteryjna pozbawiona prawidłowo działającego enzymu nie jest w stanie syntetyzować ściany komórkowej i bakteria po jakimś czasie umiera.

## Farmakokinetyka
Piwampicylina jest estrem piwaloiloksymetylowym ampicyliny. Dzięki temu lepiej wchłania się z przewodu pokarmowego niż związek macierzysty. Podczas wchłaniania rozpada się na ampicylinę i kwas piwalowy. Kwas piwalowy łączy się z karnityną i przyspiesza jej wydalanie, obniżając stężenie w mięśniach tego koenzymu. Piwampicylina wydala się w 76% wraz z moczem.

## Wskazania
Nie należy stosować piwampicyliny w zakażeniach wrażliwych na benzylopenicylinę.
- ostre i podostre zakażenia dróg moczowych – szczególnie odmiedniczkowe zapalenie nerek spowodowane przez enterokoki, Escherichia coli i Proteus mirabilis
- zakażenia dróg oddechowych i żółciowych
- przewlekłe zapalenie oskrzeli wywołane przez Haemophilus influenzae i paciorkowce zapalenia płuc

## Przeciwwskazania
Bezwzględnie uczulenie na penicyliny.

## Działania niepożądane
Lek jest mało toksyczny. Najczęstszymi objawami ubocznymi są odczyny skórne, nadkażenia w obrębie przewodu pokarmowego i dróg moczowych. Ponadto piwampicylina, jako że jest prolekiem, uwalnia w ustroju kwas piwalowy, przez co obniża stężenie karnityny we krwi. Dlatego długotrwałe stosowanie leku może powodować różne komplikacje i należy brać to pod uwagę przy planowaniu farmakoterapii.

## Postacie handlowe
- Alphacillin (chlorowodorek piwampicyliny)[6]